# KKnD2: Krossfire
KKnD2: Krossfire là phần tiếp theo của trò chơi máy tính thuộc thể loại chiến lược thời gian thực khoa học viễn tưởng KKnD do hãng Beam Software phát triển và Melbourne House phát hành vào ngày 31 tháng 10 năm 1998.

## Cốt truyện
Game lấy bối cảnh vào năm 2179, 100 năm sau khi chiến tranh hạt nhân thế giới bùng nổ ở phần đầu. Suốt 4 thập kỷ sống dưới lòng đất, những người sống sót (Survivors) lại chui lên mặt đất tiếp tục chiến đấu chống lại những dị nhân đột biến (Evolved), tuy nhiên lần này họ gặp phải một kẻ thù mới xuất hiện với tên gọi Series 9. Robot Series 9 là những cỗ máy được cải tiến từ nguồn gốc cho các dự án nông nghiệp (chương trình bản gốc ban đầu của phe này đã bị hư hại bởi các bức xạ hạt nhân) và chế tạo vũ khí với mục đích tiêu diệt cả hai phe Evolved và Survivors, vì họ cho rằng con người phải chịu trách nhiệm vì đã phá hủy những cây trồng quý giá của họ.

## Cách chơi
Game diễn ra sau chiến tranh hạt nhân trên toàn thế giới, có ba loại địa hình đất và nước: địa hình sa mạc cằn cỗi, diện tích rừng, hoặc khu đất hoang mọc đầy bụi rậm trong thành phố. Cả hai khu vực sa mạc và thành phố cung cấp hiện vật từ cuộc chiến tranh hạt nhân, cụ thể là các công trình đổ nát và nguồn nước bị ô nhiễm.
Giống như các tựa game chiến thuật thời gian thực khác như Command & Conquer và StarCraft, mục tiêu chính của trò chơi là tiêu diệt tất cả các phe phái khác trong một màn chơi chơi cụ thể. Người chơi sẽ thực hiện thông qua việc quản lý nguồn tài nguyên là dầu mỏ dự trữ hoạt động như một nguồn năng lượng và duy trì căn cứ hoạt động, xây dựng các công trình, nâng cấp và mua quân, sau cùng đem quân đi tiêu diệt đối phương. Pháo đài và tháp canh có thể được sử dụng để bảo vệ căn cứ, ngoài ra người chơi còn có thể sử dụng các tính năng tự nhiên như vách đá hoặc các công trình bỏ hoang để hỗ trợ cho việc phòng thủ căn cứ của mình. Đặc biệt các đơn vị lính trong game khi tiêu diệt nhiều quân của đối phương thì vòng máu sẽ có màu đỏ, cực kỳ mạnh với khả năng tự hồi máu gần như vô đối.
Game có chế độ chơi bao gồm phần chơi chiến dịch và chơi mạng. Trong phần chiến dịch cho phép người chơi lựa chọn một trong ba phe phái khác nhau của game, chiến đấu thông qua một bản đồ có hình tam giác để tiêu diệt tất cả kẻ thù khác. Chế độ chơi mạng cho phép người chơi kết nối thông qua LAN (IPX hoặc tcp / ip) cáp nối tiếp hoặc modem, hoặc có thể chơi đơn thông qua việc lựa chọn một loạt các bản đồ đa dạng và các thiết lập khác để có thể chơi riêng.

## Phe phái

### Survivors
Survivors là tàn dư của những con người bình thường trốn trong các hầm thông đến mỏ khai thác trong cuộc chiến tranh Evolved thứ nhất. Sau đó họ đã thất vọng về cuộc chiến tranh Evolved thứ nhất đang diễn ra, họ lại trở về nơi ẩn náu của mình và lao vào chế tạo những vũ khí mới, xây dựng những công trình kiến trúc mới, những công nghệ mới và cách thức mới để tiêu diệt kẻ thù. Để quyết tâm tiêu diệt phe Evolved và Series 9, họ phải sử dụng những đơn vị quân sự và công nghệ mới của mình để khắc phục, chế ngự và áp đảo đối phương.

### Evolved
Là những người còn sống sót trên mặt đất trong suốt cuộc chiến tranh hạt nhân, và bị biến đổi do bức xạ hạt nhân. Trong khi không nơi nào có dược những công nghệ tiên tiến như kẻ thù của họ, họ đã học được cách thuần hóa và sử dụng sức mạnh của những sinh vật đột biến, chẳng hạn như ong và bọ cạp khổng lồ. Những người đột biến cực kỳ sùng đạo và tin rằng vị thần của họ (cũng được gọi là Tai họa) đã trừng phạt họ vì sự thiếu hiểu biết của họ, sử dụng công nghệ, chính trị và hình thức lặp đi lặp lại của truyền hình. Phe Evolved đang cố gắng tiêu diệt Survivors và Series 9 để làm hài lòng các vị thần của họ. Đáng chú ý, trong khi hai phe phái khác có loại lính tương tự, Phe Evolved có một loại đơn vị lính cuối cấp đặc biệt với tên gọi "Scourge Demon", có thể tạo được bằng cách hy sinh 5 đơn vị bộ binh.

### Series 9
Series 9 là những robot canh tác tiên tiến nổi loạn vì phe Survivors đã phá hủy mùa màng của họ và cướp đoạt mọi thứ để tiêu diệt mọi sự sống hữu cơ để họ có thể cày cấy trong hòa bình. Khi Series 9 cuối cùng nhận thức được lương tâm của chính họ, họ nhận được rằng các robot trước đó (Series 1-8) vẫn còn làm theo mệnh lệnh cuối cùng của mình từ con người. Các robot của phe Series 9 buộc phải ngăn chặn một số mẫu robot khác để hoàn thành kết quả của họ. Họ hoạt động bí mật trong suốt cuộc chiến tranh Evolved thứ nhất. nhưng nhận thấy các vũ khí thô sơ của họ chẳng hạn như cây xỉa và xe cút kít không thể nào đối đầu được với xe tăng của "Survivors" và voi răng mấu dị biến của "Evolved". Họ đã bỏ một khoảng thời gian dài để tìm kiếm những thứ vũ khí cũ kỹ bị bỏ sót lại sau cuộc chiến và cải tiến lại những công cụ canh tác và vũ khí thô sơ giúp họ trở thành một lực lượng vũ trang đáng sợ. Là những người máy canh tác, những loại vũ khí của họ trông giống như công cụ nông nghiệp, chẳng hạn như máy gặt-đập và máy gieo hạt. Trong game thì sự hiện diện của phe này là mới hoàn toàn.

## Phần tiếp theo
Mặc dù ban đầu có tin đồn rằng Melbourne House sẽ tiếp tục phát triển thêm một bản spin-off với tên gọi KKnD: Infiltrator được phát triển vào năm 1999, nhưng đã bị hủy bỏ sau khi phát hành KKnD 2: Krossfire thì một năm sau, hãng đã phải đóng cửa vì lý do tài chính. Đây là một game hành động 3D cho phép người chơi điều khiển một chiếc xe dirtbike tiến vào lãnh thổ của kẻ thù thực hiện nhiệm vụ được giao.